# Tirreno-Adriatico 2015
La Tirreno-Adriatico 2015, cinquantesima edizione della corsa, valida come terza prova dell'UCI World Tour 2015, si svolse dall'11 al 17 marzo 2015 su un percorso totale di 1004,4 km suddivisi in sette tappe, con partenza da Lido di Camaiore e arrivo a San Benedetto del Tronto, sede della cronometro individuale conclusiva finale. La vittoria fu appannaggio del colombiano Nairo Quintana, il quale completò il percorso in 25h11'16", alla media di 39,951 km/h, precedendo l'olandese Bauke Mollema ed il connazionale Rigoberto Urán.
Sul traguardo di San Benedetto del Tronto 138 ciclisti, su 175 partiti da Lido di Camaiore, portarono a termine la competizione.

## Tappe
| Tappa  | Data     | Percorso                                     | km     | Vincitore di tappa | Leader cl. generale |
| ------ | -------- | -------------------------------------------- | ------ | ------------------ | ------------------- |
| 1ª     | 11 marzo | Lido di Camaiore (cron. individuale)         | 5,4    | Adriano Malori     | Adriano Malori      |
| 2ª     | 12 marzo | Camaiore > Cascina                           | 153    | Jens Debusschere   | Adriano Malori      |
| 3ª     | 13 marzo | Cascina > Arezzo                             | 203    | Greg Van Avermaet  | Greg Van Avermaet   |
| 4ª     | 14 marzo | Indicatore > Castelraimondo                  | 226    | Wout Poels         | Wout Poels          |
| 5ª     | 15 marzo | Esanatoglia > Terminillo                     | 197    | Nairo Quintana     | Nairo Quintana      |
| 6ª     | 16 marzo | Rieti > Porto Sant'Elpidio                   | 210    | Peter Sagan        | Nairo Quintana      |
| 7ª     | 17 marzo | San Benedetto del Tronto (cron. individuale) | 10     | Fabian Cancellara  | Nairo Quintana      |
| Totale | Totale   | Totale                                       | 1004,4 |                    |                     |

## Squadre partecipanti
| N.      | Cod. | Squadra          |
| ------- | ---- | ---------------- |
| 1-8     | TCS  | Tinkoff-Saxo     |
| 11-18   | ALM  | AG2R La Mondiale |
| 21-28   | AST  | Astana Pro Team  |
| 31-38   | BAR  | Bardiani-CSF     |
| 41-48   | BMC  | BMC Racing Team  |
| 51-58   | BOA  | Bora-Argon 18    |
| 61-68   | COL  | Colombia         |
| 71-78   | EQS  | Etixx-Quick Step |
| 81-88   | FDJ  | FDJ              |
| 91-98   | IAM  | IAM Cycling      |
| 101-108 | LAM  | Lampre-Merida    |

| N.      | Cod. | Squadra                |
| ------- | ---- | ---------------------- |
| 111-118 | LTS  | Lotto-Soudal           |
| 121-128 | MOV  | Movistar Team          |
| 131-138 | MTN  | MTN-Qhubeka            |
| 141-148 | OGE  | Orica-GreenEDGE        |
| 151-158 | TCG  | Team Cannondale-Garmin |
| 161-168 | EUC  | Team Europcar          |
| 171-178 | TGA  | Team Giant-Alpecin     |
| 181-188 | KAT  | Team Katusha           |
| 191-198 | TLJ  | Team Lotto NL-Jumbo    |
| 201-208 | SKY  | Team Sky               |
| 211-218 | TFR  | Trek Factory Racing    |

## Dettagli tappa per tappa

### 1ª tappa
- 11 marzo: Lido di Camaiore – Cronometro individuale - 5,4 km

Risultati
| Pos. | Corridore         | Squadra  | Tempo |
| ---- | ----------------- | -------- | ----- |
| 1    | Adriano Malori    | Movistar | 6'04" |
| 2    | Fabian Cancellara | Trek     | a 1"  |
| 3    | Greg Van Avermaet | BMC      | a 2"  |

| Pos. | Corridore         | Squadra  | Tempo |
| ---- | ----------------- | -------- | ----- |
| 1    | Adriano Malori    | Movistar | 6'04" |
| 2    | Fabian Cancellara | Trek     | a 1"  |
| 3    | Greg Van Avermaet | BMC      | a 2"  |

### 2ª tappa
- 12 marzo: Camaiore > Cascina - 153 km

Risultati
| Pos. | Corridore        | Squadra      | Tempo    |
| ---- | ---------------- | ------------ | -------- |
| 1    | Jens Debusschere | Lotto-Soudal | 3h30'18" |
| 2    | Peter Sagan      | Tinkoff-Saxo | s.t.     |
| 3    | Sam Bennett      | Bora         | s.t.     |

| Pos. | Corridore         | Squadra      | Tempo    |
| ---- | ----------------- | ------------ | -------- |
| 1    | Adriano Malori    | Movistar     | 3h36'22" |
| 2    | Peter Sagan       | Tinkoff-Saxo | s.t.     |
| 3    | Fabian Cancellara | Trek         | a 1"     |

### 3ª tappa
- 13 marzo: Cascina > Arezzo - 203 km

Risultati
| Pos. | Corridore         | Squadra      | Tempo    |
| ---- | ----------------- | ------------ | -------- |
| 1    | Greg Van Avermaet | BMC          | 4h58'17" |
| 2    | Peter Sagan       | Tinkoff-Saxo | s.t.     |
| 3    | Zdeněk Štybar     | Etixx        | s.t.     |

| Pos. | Corridore         | Squadra      | Tempo    |
| ---- | ----------------- | ------------ | -------- |
| 1    | Greg Van Avermaet | BMC          | 8h34'31" |
| 2    | Peter Sagan       | Tinkoff-Saxo | a 2"     |
| 3    | Adriano Malori    | Movistar     | a 8"     |

### 4ª tappa
- 14 marzo: Indicatore > Castelraimondo - 226 km

Risultati
| Pos. | Corridore         | Squadra | Tempo    |
| ---- | ----------------- | ------- | -------- |
| 1    | Wout Poels        | Sky     | 5h53'38" |
| 2    | Rigoberto Urán    | Etixx   | a 14"    |
| 3    | Joaquim Rodríguez | Katusha | s.t.     |

| Pos. | Corridore       | Squadra | Tempo     |
| ---- | --------------- | ------- | --------- |
| 1    | Wout Poels      | Sky     | 14h28'18" |
| 2    | Rigoberto Urán  | Etixx   | a 17"     |
| 3    | Steven Cummings | MTN     | a 26"     |

### 5ª tappa
- 15 marzo: Esanatoglia > Terminillo - 197 km

Risultati
| Pos. | Corridore         | Squadra  | Tempo    |
| ---- | ----------------- | -------- | -------- |
| 1    | Nairo Quintana    | Movistar | 5h26'03" |
| 2    | Bauke Mollema     | Trek     | a 41"    |
| 3    | Joaquim Rodríguez | Katusha  | a 55"    |

| Pos. | Corridore      | Squadra  | Tempo     |
| ---- | -------------- | -------- | --------- |
| 1    | Nairo Quintana | Movistar | 19h54'45" |
| 2    | Bauke Mollema  | Trek     | a 39"     |
| 3    | Rigoberto Urán | Etixx    | a 48"     |

### 6ª tappa
- 16 marzo: Rieti > Porto Sant'Elpidio - 210 km

Risultati
| Pos. | Corridore        | Squadra      | Tempo    |
| ---- | ---------------- | ------------ | -------- |
| 1    | Peter Sagan      | Tinkoff-Saxo | 5h04'13" |
| 2    | Gerald Ciolek    | MTN          | s.t.     |
| 3    | Jens Debusschere | Lotto-Soudal | s.t.     |

| Pos. | Corridore      | Squadra  | Tempo     |
| ---- | -------------- | -------- | --------- |
| 1    | Nairo Quintana | Movistar | 19h54'45" |
| 2    | Bauke Mollema  | Trek     | a 39"     |
| 3    | Rigoberto Urán | Etixx    | a 48"     |

### 7ª tappa
- 17 marzo: San Benedetto del Tronto - Cronometro individuale - 10 km

Risultati
| Pos. | Corridore         | Squadra  | Tempo  |
| ---- | ----------------- | -------- | ------ |
| 1    | Fabian Cancellara | Trek     | 11'23" |
| 2    | Adriano Malori    | Movistar | a 4"   |
| 3    | Vasil' Kiryenka   | Sky      | a 9"   |

| Pos. | Corridore      | Squadra  | Tempo     |
| ---- | -------------- | -------- | --------- |
| 1    | Nairo Quintana | Movistar | 19h54'45" |
| 2    | Bauke Mollema  | Trek     | a 18"     |
| 3    | Rigoberto Urán | Etixx    | a 31"     |

## Evoluzione delle classifiche
| Tappa              | Vincitore          | Classifica generale | Classifica a punti | Classifica scalatori | Classifica giovani | Classifica a squadre |
| ------------------ | ------------------ | ------------------- | ------------------ | -------------------- | ------------------ | -------------------- |
| 1ª                 | Adriano Malori     | Adriano Malori      | Adriano Malori     | non assegnata        | Peter Sagan        | BMC Racing Team      |
| 2ª                 | Jens Debusschere   | Adriano Malori      | Jens Debusschere   | Danilo Wyss          | Peter Sagan        | BMC Racing Team      |
| 3ª                 | Greg Van Avermaet  | Greg Van Avermaet   | Peter Sagan        | Danilo Wyss          | Peter Sagan        | Movistar Team        |
| 4ª                 | Wout Poels         | Wout Poels          | Peter Sagan        | Carlos Quintero      | Thibaut Pinot      | Team Sky             |
| 5ª                 | Nairo Quintana     | Nairo Quintana      | Peter Sagan        | Carlos Quintero      | Nairo Quintana     | Team Katusha         |
| 6ª                 | Peter Sagan        | Nairo Quintana      | Peter Sagan        | Carlos Quintero      | Nairo Quintana     | Team Katusha         |
| 7ª                 | Fabian Cancellara  | Nairo Quintana      | Peter Sagan        | Carlos Quintero      | Nairo Quintana     | Movistar Team        |
| Classifiche finali | Classifiche finali | Nairo Quintana      | Peter Sagan        | Carlos Quintero      | Nairo Quintana     | Movistar Team        |

Maglie indossate da altri ciclisti in caso di due o più maglie vinte
- Nella 2ª tappa Fabian Cancellara ha indossato la maglia rossa al posto di Adriano Malori.
- Nella 4ª tappa Jesús Herrada ha indossato la maglia bianca al posto di Peter Sagan.
- Nella 6ª e 7ª tappa Thibaut Pinot ha indossato la maglia bianca al posto di Nairo Quintana.

## Classifiche finali

### Classifica generale
| Pos. | Corridore        | Squadra  | Tempo     |
| ---- | ---------------- | -------- | --------- |
| 1    | Nairo Quintana   | Movistar | 25h11'16" |
| 2    | Bauke Mollema    | Trek     | a 18"     |
| 3    | Rigoberto Urán   | Etixx    | a 31"     |
| 4    | Thibaut Pinot    | FDJ      | a 35"     |
| 5    | Alberto Contador | Tinkoff  | a 39"     |
| 6    | Steve Cummings   | MTN      | a 40"     |
| 7    | Wout Poels       | Sky      | a 56"     |
| 8    | D. Pozzovivo     | AG2R     | a 59"     |
| 9    | Adam Yates       | Orica    | a 1'09"   |
| 10   | Roman Kreuziger  | Tinkoff  | a 1'11"   |

### Classifica a punti
| Pos. | Corridore         | Squadra | Punti |
| ---- | ----------------- | ------- | ----- |
| 1    | Peter Sagan       | Tinkoff | 32    |
| 2    | Fabian Cancellara | Trek    | 21    |
| 3    | Jens Debusschere  | Lotto   | 20    |
| 4    | Rigoberto Urán    | Etixx   | 19    |
| 5    | Greg Van Avermaet | BMC     | 18    |

### Classifica scalatori
| Pos. | Corridore        | Squadra  | Punti |
| ---- | ---------------- | -------- | ----- |
| 1    | Carlos Quintero  | Colombia | 21    |
| 2    | Danilo Wyss      | BMC      | 18    |
| 3    | Nairo Quintana   | Movistar | 15    |
| 4    | Mathew Hayman    | Orica    | 15    |
| 5    | Matteo Montaguti | AG2R     | 13    |

### Classifica giovani
| Pos. | Corridore      | Squadra    | Tempo     |
| ---- | -------------- | ---------- | --------- |
| 1    | Nairo Quintana | Movistar   | 25h11'16" |
| 2    | Thibaut Pinot  | FDJ        | a 35"     |
| 3    | Adam Yates     | Orica      | a 1'09"   |
| 4    | Davide Formolo | Cannondale | a 6'39"   |
| 5    | Louis Meintjes | MTN        | a 15'26"  |

### Classifica a squadre
| Pos. | Squadra          | Tempo     |
| ---- | ---------------- | --------- |
| 1    | Movistar Team    | 75h37'35" |
| 2    | Team Sky         | a 29"     |
| 3    | Team Katusha     | a 1'02"   |
| 4    | Tinkoff-Saxo     | a 6'04"   |
| 5    | AG2R La Mondiale | a 7'56"   |